# Mesiano
Mesiano è una frazione del comune di Trento. Sorge sulla collina ad est della città.
Assieme a Celva, Cimirlo, Gabbiolo, Oltrecastello e Povo, è parte della circoscrizione amministrativa numero 7 del comune di Trento.

## Descrizione

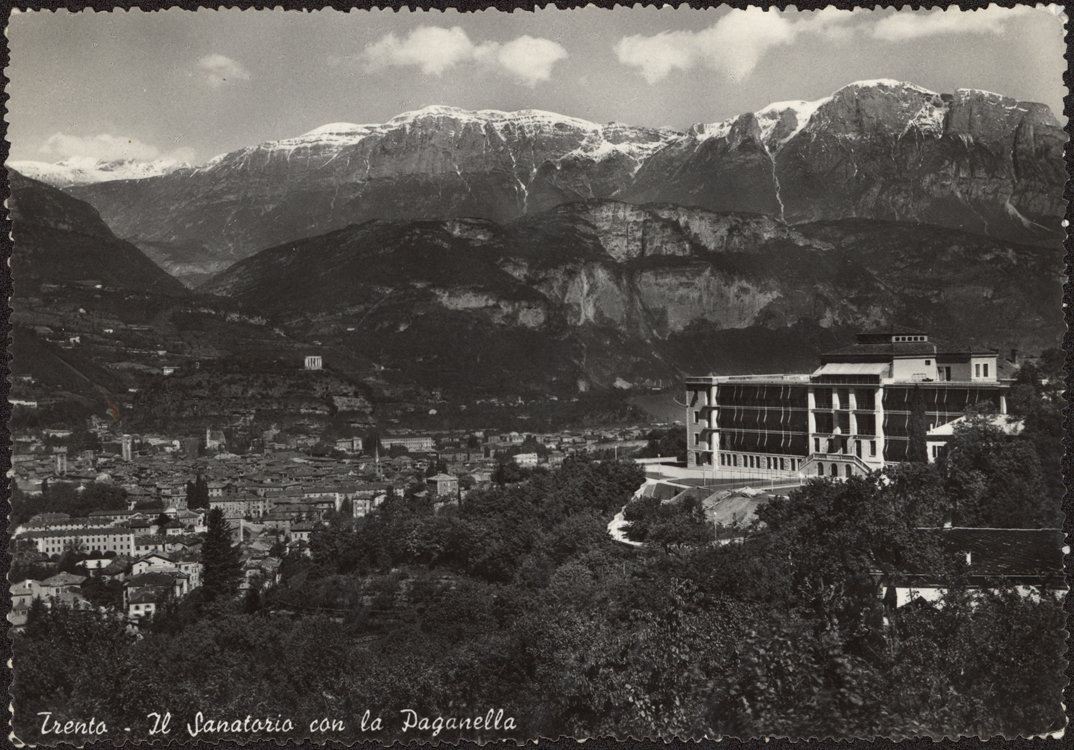
Edificio di Mesiano nel 1956

Il nucleo abitato è molto piccolo e sono presenti solo qualche decina di abitazioni. L'elemento caratterizzante è l'edificio che ospita il Dipartimento di Ingegneria Civile, Ambientale e Meccanica (DICAM) dell'Università di Trento. In precedenza tale edificio è stato sede della Facoltà di Ingegneria.
Questo edificio è stato costruito come sanatorio negli anni 20 del ventesimo secolo secondo il progetto dell'ing. Guido Segalla  ed usato a tale scopo fino al 1971. La configurazione attuale è il risultato della ristrutturazione della seconda metà degli anni 80 progettata dall'architetto Giovanni Leo Salvotti De Bindis.
Il 5 maggio 2021 è stata inaugurata la BUM - Biblioteca Universitaria Mesiano all'interno del parco che circonda l'edificio principale. Nel dicembre 2022 il progetto ha vinto il PAO - Premio Architettura città di Oderzo 2022.

## Festa di Mesiano
Ogni anno, dal 1993 fino al 2008, in corrispondenza dell'ultimo sabato di maggio o del primo di giugno, il parco della facoltà di ingegneria diventava sede di una delle più famose feste universitarie del Nord Italia, la cosiddetta Festa di Mesiano, non più organizzata a causa di notevoli problemi di ordine pubblico.
Tale festa era organizzata interamente da studenti, membri del direttivo dell'Associazione Studenti di Ingegneria Leonardo, o più semplicemente A.S.I. Leonardo.
Dal 2013, l'evento ha riaperto come "aperitivo di Mesiano" sotto nuovo nome: Over The Hill. Sono state organizzate diverse feste, nel maggio ed il 19 novembre 2014, il 27 maggio 2015, il 18 maggio 2016 e il 16 maggio e 9 novembre 2017. L'organizzazione di questi eventi è terminata nel 2018 a causa di danneggiamenti alle strutture.
La festa è rinata nel 2019 come M.E.S.I.A.N.O., con una edizione in maggio ed una in novembre. L'edizione 2020 si è tenuta in streaming a causa della pandemia COVID-19, con 5 palchi DJ virtuali, il 16 maggio 2020.
L'edizione 2022 si è tenuta come "Mesiano Sustainibily Festival", con tre conferenze sulla sostenibilità seguite da musica dal vivo e dj-set il 7 maggio 2022.
Il 6 maggio 2023 si è svolto il "Festival di Mesiano - Mesiano Arts & Crafts"
, con laboratori ed incontri durante il pomeriggio e 2 palchi (DJ e Band) con musica la sera.
L'11 maggio 2024 si è svolto il "Mesiano Music Festival", con alcune osservazioni critiche sullo stato dei luoghi dopo la festa .
L'edizione del 2025 si è svolta il 10 maggio come "Mesiano Mountain Festival 2025", con due conferenze durante il pomeriggio e musica la sera .

## Altre informazioni

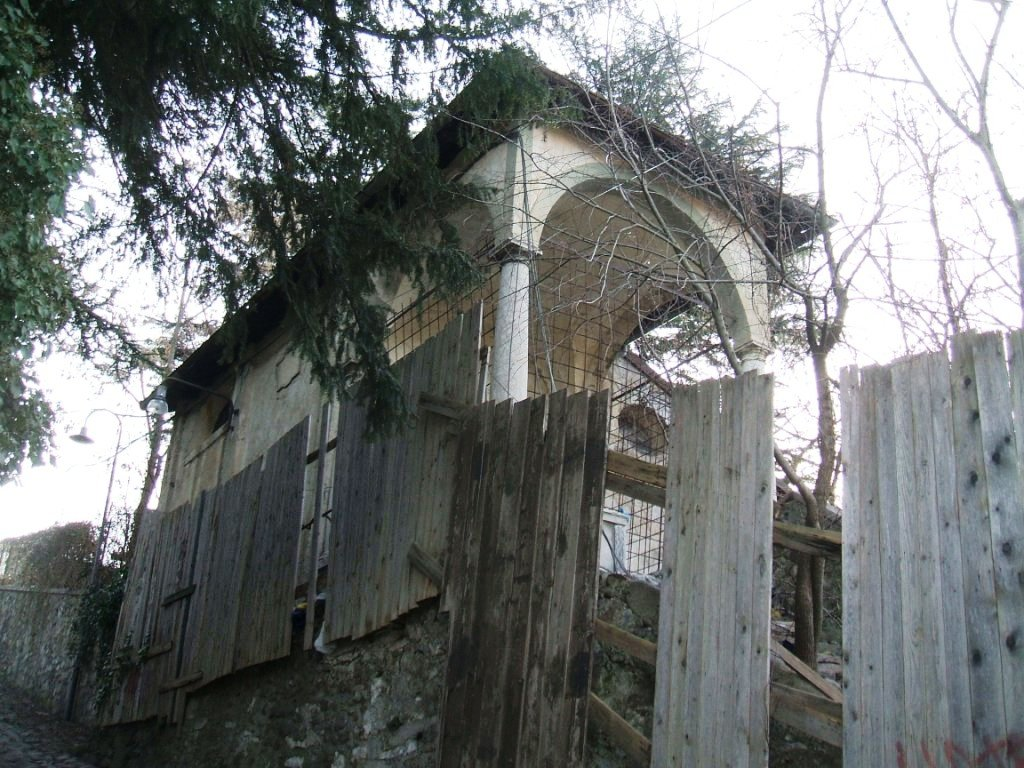
La cappella del Crocifisso

Lungo la salita Manci, a ridosso dell'edificio del DICAM, si trova la cappella del Crocifisso, eretta nel 1711 e fatta restaurare dal conte Filippo Manci a metà dello stesso secolo.
A nord-est della frazione, al confine con Povo, si trova la Stazione di Povo-Mesiano della linea ferroviaria Trento – Venezia.
Mesiano è servita dalle linee 5 e 16 degli autobus del Servizio urbano di Trento di Trentino Trasporti.